# Villalcón
Villalcón es un municipio y localidad española de la provincia de Palencia, en la comunidad autónoma de Castilla y León.

## Geografía
En la comarca de Tierra de Campos entre las localidades de Villada y Cervatos de la Cueza, cerca de uno de los ramales de las Cuezas, el río Valdeginate. Confina con los pueblos de Arroyo, Valenceja, Pozo de Urama, San Román de la Cuba, en el Camino de Santiago, y Abastillas. Está a una distancia de 45 km, aproximadamente, de la capital, Palencia.

## Historia
Sebastián Miñano lo describe a principios del siglo XIX como villa de señorío en el partido de Carrión, obispado de León, con Alcalde Ordinario, 69 vecinos, 243 habitantes, una parroquia católica y un pósito.
A la caída del Antiguo Régimen la localidad se constituye en municipio constitucional en el partido de Frechilla , conocido entonces como Villalcón y despoblado de Villarden y que en el censo de 1842 contaba con 70 hogares y 364 vecinos.

## Demografía
Cuenta con una población de 48 habitantes (INE 2024).

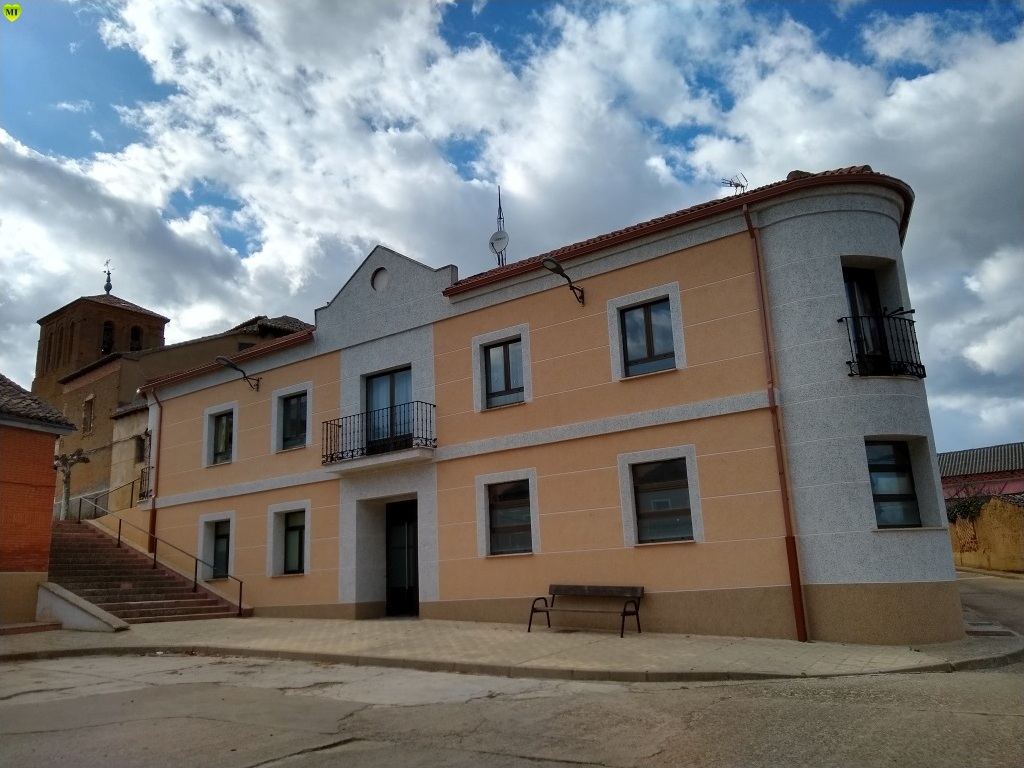
Casa consistorial

| Gráfica de evolución demográfica de Villalcón entre 1842 y 2021                                                       |
| |
| Población de derecho según los censos de población del INE. Población de hecho según los censos de población del INE. |

## Economía
La principal actividad es la agricultura cerealista de secano, el cultivo de la alfalfa y el girasol.

## Cultura

### Patrimonio

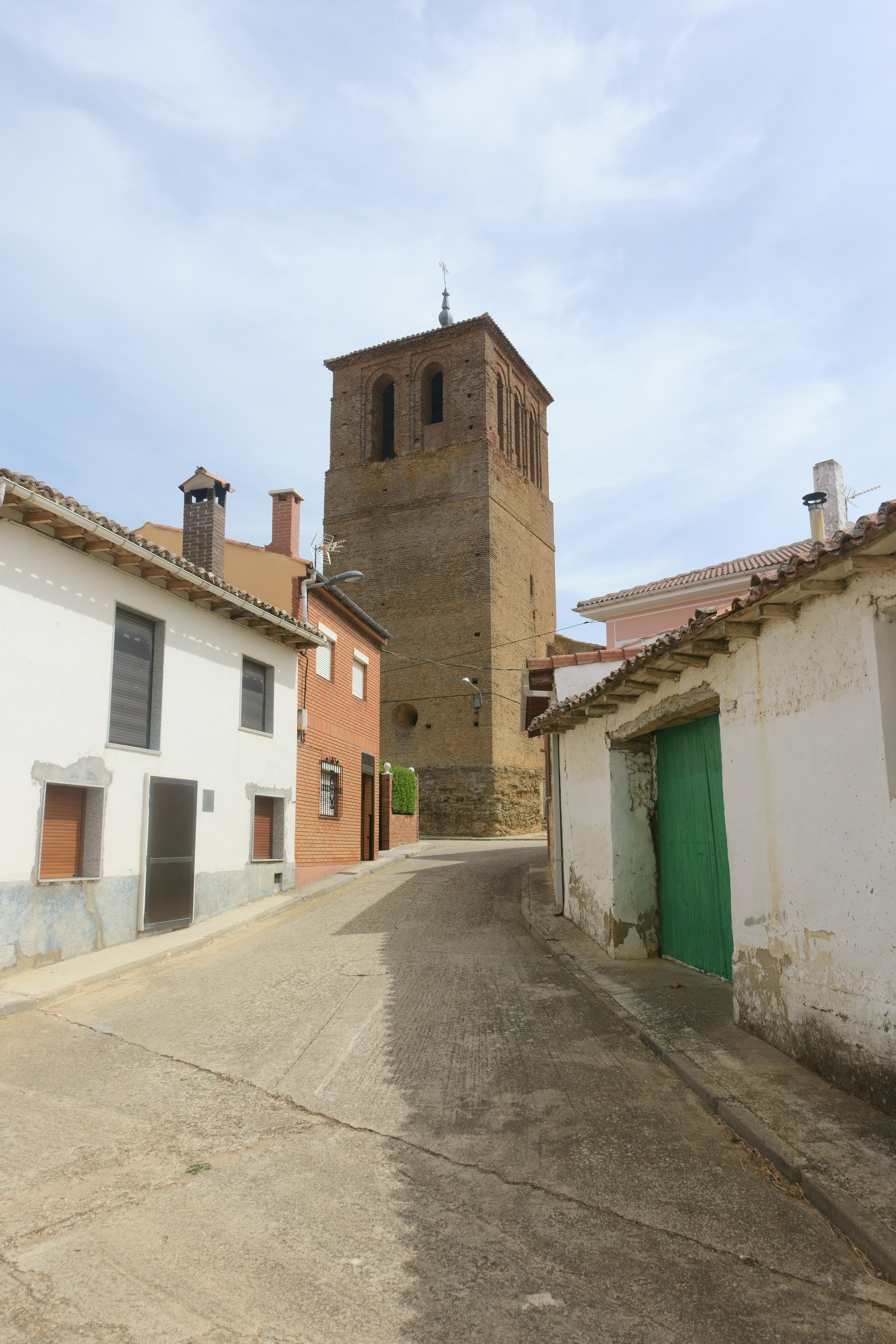
Iglesia de Nuestra Señora del Castillo
Tiene una iglesia católica que es un BIC (Bien de Interés Cultural), debido a su artesonado mudéjar.
Como bien comenta la página web del municipio (www.iespana.es/mamalabuchas), la entrada del edificio se aprecian sobre el suelo los restos de unas losas de piedra con inscripciones latinas que parecen hacer referencia a los condes que siglos atrás habitaron el pueblo y en cuyo honor se levantó este rincón. Consta de una torre de aproximadamente 20 metros de altura, coronada por una veleta (hoy torcida) cuya silueta simula uno de los muchos gallos que levantan a los habitantes de Villalcón cada mañana, con una flecha en su parte baja que indica la dirección de la que proviene el viento. Sobre la fachada se abren algunas ventanas ciegas (apenas permiten la entrada de luz) que se cierran con arcos de medio punto y en lo más alto de la torre se divisan conjuntos de dos y tres ventanas en cada una de las dos caras. A modo de anécdota cabe destacar que es costumbre que en Villalcón las mujeres ocupen los primeros bancos de la iglesia, reservando la otra mitad para los hombres, que monopolizan los bancos de madera noble situados bajo el coro. También es costumbre que al término de la celebración los hombres abandonen el edificio antes que las mujeres, quienes esperan pacientes su turno para evacuar la iglesia. (Esta costumbre con el paso de los años cada vez se respeta en menor medida).
En su interior cabe admirar una sola nave sin crucero ni columnas que sustenten tan excelso edificio.
Resultan de gran valor el artesonado mudéjar sobre el presbítero y las dos capillas laterales que se encuentra en perfecto estado, así como los tres retablos de escultura y pintura del siglo XVII que no corresponden al estilo mudéjar ni se encuentran en tan perfecto estado de conservación, pues su policromía sufre el paso del tiempo sin una restauración adecuada.
Frente al retablo se encuentra un altar elevado tres escalones sobre el suelo de la nave y alejado unos metros de los primeros bancos, como corresponde a una iglesia preconciliar.

### Fiestas
- Virgen de las Angustias: 9 y 10 de febrero.
- Nuestra Señora del Castillo: 15 y 16 de agosto.
- Todos los años en el mes de mayo, se hacen unas rogativas (para pedir agua o dar gracias, según la lluvia caída durante el año), en las que se procesiona con imágenes por el campo, cantando el rosario y donde se bendicen los campos. Se finaliza en la iglesia cantando la salve para dar gracias o la de pedir agua.